# IC 4044
IC 4044 ist eine linsenförmige Galaxie vom Hubble-Typ S0/a im Sternbild Coma Berenices am Nordsternhimmel. Sie ist schätzungsweise 384 Millionen Lichtjahre von der Milchstraße entfernt und hat einen Durchmesser von etwa 35.000 Lj. Die Galaxie gilt als Mitglied des Coma-Galaxienhaufens Abell 1656.

Im selben Himmelsareal befinden sich u. a. die Galaxien NGC 4906, NGC 4908, IC 4030, IC 4041.
Das Objekt wurde am 9. Mai 1896 von Hermann Kobold entdeckt.